# Maksim Maksimovič Kovalevskij
Maksim Maksimovič Kovalevskij (in russo Максим Максимович Ковалевский?; Governatorato di Char'kov, 8 settembre 1851 – Pietrogrado, 5 aprile 1916) è stato uno storico, sociologo e politico russo.

## Biografia
Appartenente a una nobile famiglia, dopo la laurea in giurisprudenza conseguita all'Università di Charkiv (1871), insegnò all'università di Mosca (1877-78). Nel 1878 emigrò all'estero e tenne corsi a Stoccolma, a Oxford e all'École supérieure russe des sciences sociales da lui fondata a Parigi nel 1901. Ritornato in Russia dopo la rivoluzione russa del 1905, ebbe la cattedra dapprima all'università di San Pietroburgo, e poi all'università di Mosca. Fondatore del Partito delle riforme democratiche (in russo Партия демократических реформ?, Partiâ demokratičeskih reform), un partito politico di orientamento liberale-monarchico, fu eletto deputato alla prima Duma nel 1906; nel 1907 entrò a far parte del Consiglio di stato. Nel 1910 assunse la direzione di Vestnik Evropy, il mensile politico e culturale di indirizzo liberale, succedendo a Stasûlevič.
Nelle scienze sociali fu un evoluzionista e si proclamò discepolo di Comte. Il principale merito culturale di Kovalevskij fu quello di aver introdotto in Russia il metodo storico comparato, in un periodo in cui in quel paese dominavano ancora le idee slavofile che postulavano l'originalità della storia russa e l'impossibilità di qualsiasi confronto con la storia europea. Nel 1914 fu ammesso all'Accademia russa delle scienze.

## Opere (selezione)
- in russo Происхождение современной демократии?, Proishoždenie sovremennoj demokratii (L'origine della democrazia moderna), in 4 voll., 1895-97
- in russo Социология?, Sociologiâ, in 2 voll., 1910
- in russo Экономический рост Европы до возникновения капиталистического хозяйства?, Èkonomičeskij rost Evropy do vozniknoveniâ kapitalističeskogo hozâjstva ( La crescita economica in Europa prima della nascita dell'economia capitalistica), 3 voll., 1898-1903
- in russo От прямого народоправства к представительному и от патриархальной монархии к парламентаризму?, Ot prâmogo narodopravstva k predstavitel’nomu i ot patriarhal’noj monarhii k parlamentarizmu (Dalla sovranità popolare diretta a una rappresentativa e dalla monarchia patriarcale a un sistema parlamentare), 3 voll., 1906